# Seznam starostů Rýmařova
Toto je seznam starostů města Rýmařov (včetně jiných nejvyšších představitelů tohoto města v jiných historických obdobích, jako předsedové MNV a MěNV).

## Předváleční (němečtí) představitelé města
- 1893–1896 Wilhelm Ludwig
- 1896–1899 Hermann Franke
- 1899–1903 Adolf Steffan
- 1903–1907 Leopold Rösner
- 1907–1907 Alois Kutschker
- 1907–1910 Josef Rücker
- 1910–1919 Max Springer
- 1919–1922 Albin Oppler
- 1922–1938 Viktor Habermann
- 1938–1942 Gröger
- 1942–1945 Karl Klos

## Pováleční (čeští) představitelé města
- 1946–1947 Ladislav Dragoun
- 1947–1948 Antonín Malínek
- 1948–1949 Josef Študent
- 1949 Richard Plesník
- 1949–1951 Jaroslav Vávra
- 1951–1952 Jaroslav Crhonek
- 1952–1954 Ondřej Rozbroj
- 1954–1957 Vladimír Liebars
- 1957–1960 Jaroslav Crhonek
- 1960–1970 Karel Sklenář
- 1970–1985 Jiří Toman
- 1985–1989 Oldřich Vaníček

## Starostové po roce 1989
- 1989–1994 Miroslav Slováček
- 1994–2002 Pavel Kolář
- 2002–2018 Petr Klouda
- od 2018 – Luděk Šimko